# Vitstreckat gräsfly
Vitstreckat gräsfly (Mythimna litoralis) är en fjärilsart som först beskrevs av Curtis 1827.  Vitstreckat gräsfly ingår i släktet Mythimna, och familjen nattflyn. Enligt den svenska rödlistan är arten nära hotad i Sverige. Arten förekommer i Götaland. Artens livsmiljö är havsstränder.

## Bildgalleri

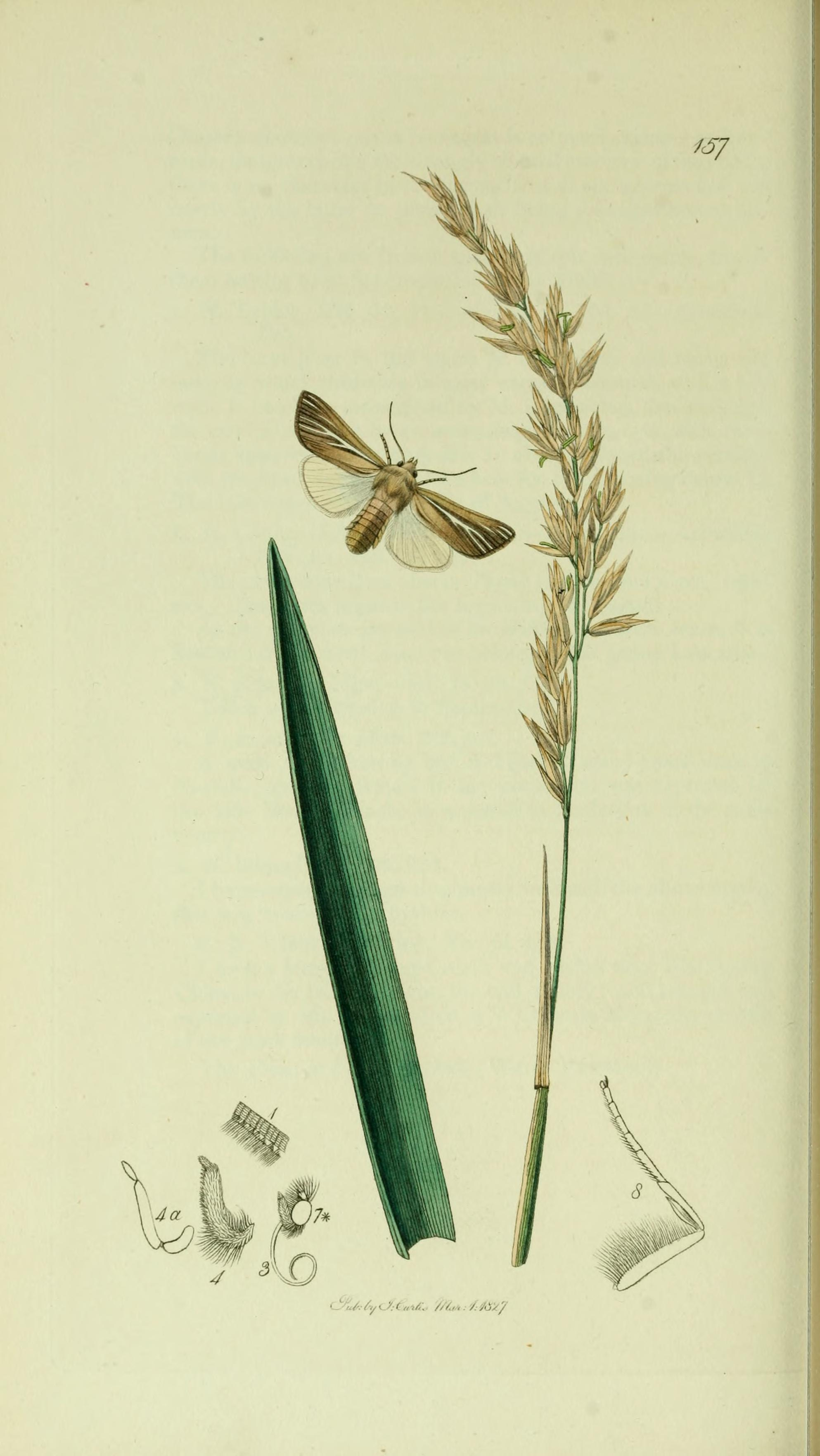